# يربعام

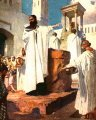
يربعام

يربعام بن نباط (بالعبرية ירבעם בן נבט) هو أول ملوك مملكة إسرائيل الشمالية المنشقة عن مملكة إسرائيل الموحدة، ورد ذكره في سفر الملوك الثاني. دام حكمه 22 عاما ما بين الأعوام 922 - 901 ق.م بحسب وليم ألبرايات أو 931-912 ق.م. بحسب إدوين ثييل.
يربعام عمل عجلي ذهب وقال للشعب كثير عليكم ان تصعدوا إلى اورشليم. هوذا آلهتك يا إسرائيل الذين اصعدوك من أرض مصر. ووضع واحدا في بيت أيل وجعل الآخر في دان. وكان هذا الأمر خطية. وصير كهنة من اطراف الشعب لم يكونوا من بنى لاوى. وعمل يربعام عيدا كالعيد الذي في يهوذا واصعد على المذبح هكذا فعل في بيت ايل بذبحه للعجلين الذين عملهماوأوقف في بيت ايل كهنة المرتفعات التي عملها (1 مل12 : 25-33)
اسم عبري معناه «يكثر الشعب». وهو:
ابن ناباط من سبط إفرايم وصروعه. ولد في صردة في وادي الأردن وهو الملك الأول في المملكة الشمالية بعد انقسام مملكة سليمان في أيام رحبعام. وملك حوالي 22 سنة (1 مل 14: 20). (حوالي 931- 910 ق. م.) وأظهر منه حداثته ذكاء وفطنة، فعينه سليمان ناظراً للعملة من سبطه عندما كان يرمم أورشليم والسور الذي تصدع وتهدم عندما أخذ داود المدينة من اليبوسيين. وفي ذات يوم أخبره أخيا النبي أن مملكة سليمان ستنقسم وأنه سيصبح ملكاً على الأسباط العشرة الشمالية. ولما عرف سليمان بالأمر طلب قتله، فهرب إلى مصر، وبقي هناك إلى بعد موت سليمان (1 مل 11: 26- 40). وبعد موت سليمان أتى يربعام وجماعة من الأسباط الشمالية إلى رحبعام بن سليمان وطلبوا الإصلاح. فأجابهم بجفاء. فعصي الأسباط العشرة، وجعلوا يربعام ملكاً عليهم. فجعل شكيم عاصمته، وخشية أن يصعد الشعب إلى أورشليم للأعياد ويجدد ولاءه القديم لبيت داوود، نصب عجلين من ذهب، أحدهما في بيت أيل والآخر في دان، أي في طرفي مملكته، ونادى بوجوب عبادتهما (1 مل 12: 26- 33). وأمر أن يكون عيد الحصاد، الذي كان يعيد في يهوذا في اليوم الخامس عشر من الشهر السابع، في الخامس عشر من الشهر الثامن في المملكة الشمالية (1 مل 12: 32 و33). ووافقت الأكثرية الساحقة من الشعب على هذا التغيير. وجمع الشعب في بيت ايل في اليوم الخامس عشر من الشهر الثامن وقدم للعجلين ذبيحة. وبينما كان الشعب يحتفل إذا بنبي من يهوذا يتقدم ويتنبأ على مسمع منهم أن يوشيا سيهدم هذا المذبح ويحرق عليه عظام الكهنة. ثم قال والعلامة الإلهية على صحة هذه النبوة هي أن المذبح ينشق والرماد يذرى. فلما سمع يربعام ذلك مدّ يده ليقبض على النبي. فيبست يده، ولم يقدر أن يرجعها إليه، وانشق المذبح حسبما تنبأ النبي. وعندئذ طلب يربعام من النبي أن يطلب له من الله من أجل يده، ففعل النبي وعادت يد الملك صحيحة كما كانت. بيد أن يربعام لم يرعو، واستمر الشعب في عبادته للعجلين. (انظر المزيد عن هذا الموضوع هنا في موقع الأنبا تكلا في صفحات قاموس وتفاسير الكتاب المقدس الأخرى). فعاقبه الله بمرض ابنه. فطلب إلى امرأته أن تذهب إلى النبي اخيا، الذي كان قد بلغ عتياً من السنين، وتستشيره بخصوص المرض، فعلم النبي بقدومها وأخبرها بالويل الذي كان عتيداً أن يأتي على كل بيته، وسبي الشعب وتشتيته، وأخبرها بموت الولد عندما تدخل به إلى المدينة، وهكذا صار (1 مل 14: 1- 18).
وجعل يربعام شكيم (نابلس) عاصمته. ولما كان تحصين هذه المدينة متعذراً نقل السلطة إلى عبر الأردن، إلى فنوئيل بقرب سكوت. ويرجح أن هذا الانتقال حصل عندما غزا فلسطين شيشنق ملك مصر، الذي افتتح غربي الأردن.
وبعد هذا انتقلت العاصمة أيضاً إلى مدينة ترصة في غربي الآردن، وهي تل الفرعة التي تبعد سبعة أميال من نابلس إلى الشمال الشرقي.
وإلى جانب العجل مجد يربعام آلهة أخرى (1 مل 14: 9). منها عشتاروت الآلهة الصيدونيين، وكموش إله الموآبيين، وملكوم إله العمونيين (1 مل 12: 31 و2 أخبار 11: 13 - 15 و13: 9).
وقد أيَّد جميع الملوك الذين تعاقبوا على المملكة الشمالية هذه العبادة ما عدا ملك واحد هو هوشيا. ولذلك وصفوا بأنهم يسلكون طريقة بن ناباط «الذي جعل إسرائيل يخطئ» (1 مل 15: 26 و34 و16: 19 و31 و22: 42). وأبعد الشعب عن عبادة الله. وملك يربعام حوالي ربع قرن. وخلفه ابنه ناداب (901- 900 ق. م.). الذي سار في طريق أبيه وفي خطيئته. ودامت الحروب على فترات متقطعة بين يهوذا والأسباط الشمالية كل مدة حياة يربعام.